# 2015 en fantasy
| Années de la fantasy : 2012 - 2013 - 2014 - 2015 - 2016 - 2017 - 2018    |
| Décennies de la fantasy : 1980 - 1990 - 2000 - 2010 - 2020 - 2030 - 2040 |

L'année 2015 est marquée, en matière de fantasy, par les événements suivants.

## Romans - Recueils de nouvelles ou anthologies - Nouvelles
- La Cinquième Saison (The Fifth Season), roman de N. K. Jemisin
- Le Cœur de la guerre (Warheart), quinzième tome du cycle L'Épée de vérité de Terry Goodkind
- Déracinée (Uprooted), roman de Naomi Novik

- Double Allégeance, onzième tome de la série d’Anne Robillard Les Héritiers d'Enkidiev
- En quête de vengeance, roman de Robin Hobb et troisième tome du troisième cycle de L'Assassin royal
- La Grâce des rois (The Grace of Kings), roman de Ken Liu
- Kimaati, douzième et dernier tome de la série d’Anne Robillard Les Héritiers d'Enkidiev
- Le Retour de l'assassin, roman de Robin Hobb et quatrième tome du troisième cycle de L'Assassin royal
- Signal d'alerte : Fictions courtes et dérangements (Trigger Warning: Short Fictions and Disturbances), recueil de nouvelles de Neil Gaiman
- Sirènes, sixième tome de la série d'Anne Robillard Les Ailes d'Alexanne

## Films ou téléfilms
- Le Dernier Chasseur de sorcières ou La Dernière Chasse aux sorcières (The Last Witch Hunter) réalisé par Breck Eisner

## Bandes dessinées, dessins animés, mangas
- 4 février : publication du tome final de la série principale de Naruto en version originale japonaise (Naruto Gaiden non-compté)

## Sorties vidéoludiques
- 14 septembre : sortie d'Undertale